# E Nomine/Diskografie
Diese Diskografie ist eine Übersicht über die musikalischen Werke des deutschen Musikprojektes E Nomine. Den Schallplattenauszeichnungen zufolge hat es bisher mehr als 420.000 Tonträger verkauft. Seine erfolgreichste Veröffentlichung ist die Debütsingle Vater Unser mit über 270.000 verkauften Einheiten.

## Alben

### Studioalben
| Jahr | Titel Musiklabel                      | Höchstplatzierung, Gesamtwochen, AuszeichnungChartplatzierungen (Jahr, Titel, Musiklabel, Platzierungen, Wochen, Auszeichnungen, Anmerkungen) | Höchstplatzierung, Gesamtwochen, AuszeichnungChartplatzierungen (Jahr, Titel, Musiklabel, Platzierungen, Wochen, Auszeichnungen, Anmerkungen) | Höchstplatzierung, Gesamtwochen, AuszeichnungChartplatzierungen (Jahr, Titel, Musiklabel, Platzierungen, Wochen, Auszeichnungen, Anmerkungen) | Anmerkungen                                               |
| Jahr | Titel Musiklabel                      | DE | AT | CH | Anmerkungen                                               |
| ---- | ------------------------------------- | --- | --- | --- | --------------------------------------------------------- |
| 1999 | Das Testament Zeitgeist Records (UMG) | DE23 (21 Wo.)DE | AT17 (11 Wo.)AT | CH85 (5 Wo.)CH | Erstveröffentlichung: 12. November 1999                   |
| 2002 | Finsternis Zeitgeist Records (UMG)    | DE3 Gold · (18 Wo.)DE | AT6 (14 Wo.)AT | CH61 (7 Wo.)CH | Erstveröffentlichung: 21. Januar 2002 Verkäufe: + 150.000 |
| 2003 | Die Prophezeiung Polydor (UMG)        | DE12 (11 Wo.)DE | AT18 (7 Wo.)AT | CH76 (3 Wo.)CH | Erstveröffentlichung: 14. April 2003                      |

### Kompilationen
| Jahr | Titel Musiklabel                                              | Höchstplatzierung, Gesamtwochen, AuszeichnungChartplatzierungen (Jahr, Titel, Musiklabel, Platzierungen, Wochen, Auszeichnungen, Anmerkungen) | Höchstplatzierung, Gesamtwochen, AuszeichnungChartplatzierungen (Jahr, Titel, Musiklabel, Platzierungen, Wochen, Auszeichnungen, Anmerkungen) | Höchstplatzierung, Gesamtwochen, AuszeichnungChartplatzierungen (Jahr, Titel, Musiklabel, Platzierungen, Wochen, Auszeichnungen, Anmerkungen) | Anmerkungen                             |
| Jahr | Titel Musiklabel                                              | DE | AT | CH | Anmerkungen                             |
| ---- | ------------------------------------------------------------- | --- | --- | --- | --------------------------------------- |
| 2004 | Das Beste aus … Gottes Beitrag und Teufels Werk Polydor (UMG) | DE30 (6 Wo.)DE | AT37 (5 Wo.)AT | — | Erstveröffentlichung: 13. Dezember 2004 |

### EPs
| Jahr | Titel Musiklabel       | Höchstplatzierung, Gesamtwochen, AuszeichnungChartplatzierungen (Jahr, Titel, Musiklabel, Platzierungen, Wochen, Auszeichnungen, Anmerkungen) | Höchstplatzierung, Gesamtwochen, AuszeichnungChartplatzierungen (Jahr, Titel, Musiklabel, Platzierungen, Wochen, Auszeichnungen, Anmerkungen) | Höchstplatzierung, Gesamtwochen, AuszeichnungChartplatzierungen (Jahr, Titel, Musiklabel, Platzierungen, Wochen, Auszeichnungen, Anmerkungen) | Anmerkungen                            |
| Jahr | Titel Musiklabel       | DE | AT | CH | Anmerkungen                            |
| ---- | ---------------------- | --- | --- | --- | -------------------------------------- |
| 2005 | Das Böse Polydor (UMG) | DE44 (7 Wo.)DE | AT56 (3 Wo.)AT | — | Erstveröffentlichung: 28. Februar 2005 |

## Singles
| Jahr | Titel Album                                                                    | Höchstplatzierung, Gesamtwochen, AuszeichnungChartplatzierungen (Jahr, Titel, Album, Platzierungen, Wochen, Auszeichnungen, Anmerkungen) | Höchstplatzierung, Gesamtwochen, AuszeichnungChartplatzierungen (Jahr, Titel, Album, Platzierungen, Wochen, Auszeichnungen, Anmerkungen) | Höchstplatzierung, Gesamtwochen, AuszeichnungChartplatzierungen (Jahr, Titel, Album, Platzierungen, Wochen, Auszeichnungen, Anmerkungen) | Anmerkungen                                                  |
| Jahr | Titel Album                                                                    | DE | AT | CH | Anmerkungen                                                  |
| ---- | ------------------------------------------------------------------------------ | --- | --- | --- | ------------------------------------------------------------ |
| 1999 | Vater Unser englische Version: Lord’s Prayer Das Testament                     | DE4 Gold · (18 Wo.)DE | AT1 Gold · (17 Wo.)AT | CH10 (14 Wo.)CH | Erstveröffentlichung: 27. September 1999 Verkäufe: + 275.000 |
| 2000 | E Nomine (Denn sie wissen nicht was sie tun) Das Testament                     | DE29 (7 Wo.)DE | AT27 (8 Wo.)AT | CH90 (1 Wo.)CH | Erstveröffentlichung: 28. Februar 2000                       |
| 2001 | Mitternacht Finsternis                                                         | DE13 (11 Wo.)DE | AT12 (16 Wo.)AT | CH47 (5 Wo.)CH | Erstveröffentlichung: 29. Oktober 2001                       |
| 2002 | Das Tier in mir (Wolfen) / Die schwarzen Reiter Finsternis                     | DE29 (9 Wo.)DE | AT26 (9 Wo.)AT | CH92 (4 Wo.)CH | Erstveröffentlichung: 11. Februar 2002                       |
| 2002 | Deine Welt Die Prophezeiung                                                    | DE24 (11 Wo.)DE | AT29 (12 Wo.)AT | — | Erstveröffentlichung: 5. Dezember 2002                       |
| 2003 | Das Omen (Im Kreis des Bösen) Die Prophezeiung                                 | DE24 (9 Wo.)DE | AT36 (6 Wo.)AT | — | Erstveröffentlichung: 29. März 2003                          |
| 2003 | Schwarze Sonne Die Prophezeiung (Spezial-Edition)                              | DE36 (6 Wo.)DE | AT41 (4 Wo.)AT | — | Erstveröffentlichung: 20. Oktober 2003 mit Ralf Moeller      |
| 2004 | Vater Unser Part II – Psalm 23 Das Beste aus … Gottes Beitrag und Teufels Werk | DE53 (9 Wo.)DE | AT42 (4 Wo.)AT | — | Erstveröffentlichung: 6. Dezember 2004                       |
| 2007 | Heilig –                                                                       | — | — | — | Erstveröffentlichung: 28. Dezember 2007                      |
| 2023 | Padre nuestro –                                                                | — | — | — | Erstveröffentlichung: 31. März 2023 mit Erik Santos          |

## Videoalben und Musikvideos

### Videoalben
| Jahr | Titel Musiklabel               | Anmerkungen                                                                                   |
| ---- | ------------------------------ | --------------------------------------------------------------------------------------------- |
| 2003 | Die Prophezeiung Polydor (UMG) | Erstveröffentlichung: 10. November 2003 Verkäufe werden in DE/CH dem Studioalbum hinzuaddiert |

### Musikvideos
| Jahr | Titel                                        | Regisseur(e)        |
| ---- | -------------------------------------------- | ------------------- |
| 1999 | Vater Unser                                  |                     |
| 2000 | E Nomine (Denn sie wissen nicht was sie tun) |                     |
| 2001 | Mitternacht                                  | Hans Hammers Jr. II |
| 2002 | Das Tier in mir (Wolfen)                     | Hans Hammers Jr. II |
| 2002 | Deine Welt                                   |                     |
| 2003 | Das Omen (Im Kreis des Bösen)                | Hans Hammers Jr. II |
| 2003 | Schwarze Sonne                               | Hans Hammers Jr. II |

## Sonderveröffentlichungen

### Alben
| Jahr | Titel Musiklabel                                 | Anmerkungen                                                                  |
| ---- | ------------------------------------------------ | ---------------------------------------------------------------------------- |
| 2003 | Die Prophezeiung – Klassik-Edition Polydor (UMG) | Erstveröffentlichung: 14. April 2003 Klassische Version von Die Prophezeiung |

### Lieder
| Jahr | Titel Album | Anmerkungen                                          |
| ---- | ----------- | ---------------------------------------------------- |
| 1999 | Toccata –   | Erstveröffentlichung: 1999 Interpretation: Sebastian |

| Jahr | Titel Soundtrack zu        | Anmerkungen                |
| ---- | -------------------------- | -------------------------- |
| 2004 | Drachengold Die Nibelungen | Erstveröffentlichung: 2004 |

### Videoalben
| Jahr | Titel Musiklabel                               | Anmerkungen                                                                 |
| ---- | ---------------------------------------------- | --------------------------------------------------------------------------- |
| 2002 | Finsternis – Bonus-DVD Zeitgeist Records (UMG) | Erstveröffentlichung: 21. Januar 2002 Teil von Finsternis (Limited-Edition) |

## Promoveröffentlichungen
| Jahr | Titel Album | Anmerkungen                |
| ---- | ----------- | -------------------------- |
| 2007 | Excalibur – | Erstveröffentlichung: 2007 |

## Statistik

### Chartauswertung
|                     | DE    | AT    | CH    |
| ------------------- | ----- | ----- | ----- |
| Nummer-eins-Alben   | DE—DE | AT—AT | CH—CH |
| Top-10-Alben        | DE1DE | AT1AT | CH—CH |
| Alben in den Charts | DE5DE | AT5AT | CH3CH |

|                       | DE    | AT    | CH    |
| --------------------- | ----- | ----- | ----- |
| Nummer-eins-Singles   | DE—DE | AT1AT | CH—CH |
| Top-10-Singles        | DE1DE | AT1AT | CH1CH |
| Singles in den Charts | DE8DE | AT8AT | CH4CH |

### Auszeichnungen für Musikverkäufe
Anmerkung: Auszeichnungen in Ländern aus den Charttabellen bzw. Chartboxen sind in ebendiesen zu finden.
| Land/RegionAuszeichnungen für Musikverkäufe (Land/Region, Auszeichnungen, Verkäufe, Quellen) | Gold     | Platin | Verkäufe | Quellen           |
| -------------------------------------------------------------------------------------------- | -------- | ------ | -------- | ----------------- |
| Deutschland (BVMI)                                                                           | 2× Gold2 | —      | 400.000  | musikindustrie.de |
| Österreich (IFPI)                                                                            | Gold1    | —      | 25.000   | ifpi.at           |
| Insgesamt                                                                                    | 3× Gold3 | —      |          |                   |